# Durian
Durianul este fructul comestibil al mai multor specii de arbori aparținând genului Durio. Există 30 de specii de Durio recunoscute, dintre care cel puțin nouă produc fructe comestibile. Durio zibethinus, originar din Borneo și Sumatra, este singura specie disponibilă pe piața internațională. Deja în 1987 avea peste 300 de soiuri în Thailanda și 100 în Malaezia. Alte specii sunt vândute local. Durianul este de obicei asociat cu bucătăria din Asia de Sud-Est, în special cea din Indonezia, Malaezia, Singapore, Thailanda, Cambodgia, Filipine, Bangladesh și Vietnam.
Numit în unele regiuni „regele fructelor”, durianul se distinge prin dimensiunile mari, mirosul puternic și coaja acoperită de spini. Fructul poate atinge 30 cm lungime și 15 cm diametru și cântărește de obicei între 1 și 3 kg. Forma sa variază de la alungită la rotundă, culoarea cojii de la verde până la maro, iar pulpa de la galben pal până la roșu, în funcție de specie.
Fiind un gust dobândit, unii oameni consideră durianul ca având un parfum dulce plăcut, în timp ce alții îi consideră aroma copleșitoare și neplăcută. Mirosul evocă reacții de la apreciere profundă până la dezgust intens și a fost descris ca fiind asemănător cepei putrede, terebentinei și canalizării. Persistența mirosului său, care poate să se țină câteva zile, a determinat unele hoteluri și servicii de transport public din Asia de Sud-Est să interzică acest fruct. Naturalistul britanic din secolul al XIX-lea Alfred Russel Wallace i-a descris pulpa ca „o cremă bogată cu aromă de migdale”. Pulpa poate fi consumată în diferite stadii de coacere și este folosită pentru a aromatiza o mare varietate de deserturi picante și dulci din bucătăriile Asiei de Sud-Est. Semințele pot fi consumate dacă sunt prăjite.